# Wild Life
Wild Life (с англ. — «Дикая жизнь», «Жизнь на природе») — дебютный альбом британской рок-группы Wings, вышедший в 1971 году, альбом также является третьим студийным альбомом в дискографии Пола Маккартни вне и после его участия в группе The Beatles. Первоначальный состав Wings образовали Пол и Линда Маккартни, работавший с Полом и Линдой над их предыдущим сольным альбомом Ram барабанщик Денни Сейвелл, а также присоединившийся к ним Денни Лэйн, бывший лидер группы Moody Blues.

## Об альбоме

### Запись альбома
В августе 1971 года только что созданная группа Wings записала свой дебютный альбом чуть дольше, чем за неделю, надеясь, что эта «мгновенная» и «неотлакированная» запись даст возможность передать ощущение «свежести» и «жизни» при записи в студии в условиях почти «концертного» исполнения — без многочисленных дублей, наложений и т. п. Пять из восьми песен альбома были записаны за один дубль. Позднее Пол Маккартни упоминал методику «быстрой» студийной записи, использовавшейся Бобом Диланом, как пример для стиля записи этого альбома.
Материал для альбома репетировался в студии Маккартни, располагавшейся в помещениях шотландской Rude Studio (можно увидеть Пола в помещениях Rude Studio в эпизодах документального фильма 2001 года Wingspan); Пол и Линда использовали эту студию для записи демоверсий песен, которые использовались в альбомах, начиная с Wild Life и до Driving Rain. Запись альбома производилась в Abbey Road Studios с участием Тони Кларка как звукоинженера (в начале песни «Mumbo» можно услышать, как Пол говорит: «Take it, Tony»).
В выпущенном в рекламных целях альбоме The Complete Audio Guide to The Alan Parsons Project Алан Парсонс рассказывает, как он сделал «грубый», предварительный микс песни «I Am Your Singer», который так понравился Полу, что он использовал его в финальном миксе для альбома.
Пол спел во всех песнях партию ведущего вокала; Линда вместе с ним спела партию ведущего вокала в песнях «I Am Your Singer» и «Some People Never Know».

### Выпуск альбома и отзывы прессы
После вечеринки в ноябре 1971 года, где было объявлено о создании группы Wings, Wild Life был выпущен (7 декабря 1971 года в Великобритании, 8 декабря 1971 года в США) и вызвал различную реакцию музыкальных критиков.
Джон Мендельсон написал в журнале Rolling Stone, что он был удивлён тем, что, возможно, альбом был сознательно сделан по звучанию «небрежным» («deliberately second-rate»). В книге The Beatles: An Illustrated Record её авторы Рой Карр и Тони Тайлер называют альбом «сделанным торопливо, как бы для обороны от кого-то, несвоевременным, слишком разрекламированным» и пишут, что альбом показывает Маккартни как автора песен «падающим в абсолютный надир именно тогда, когда ему нужно немного похвалы»
Альбом поднялся до 11-го места в чартах Великобритании и до 10-го в чартах США; в США альбом стал «золотым».

### Песни
Одна из песен, вошедших в альбом, «Dear Friend», была записана ещё во время сессий звукозаписи альбома Ram, видимо, как попытка примирения с Джоном Ленноном. Это последовало после атаки Джона на Пола в песне Леннона «How Do You Sleep?» из альбома Imagine — которая была написана в отместку за подковырки от Пола Джону в песне Маккартни «Too Many People» в альбоме Ram. Музыкальный критик Иэн Макдональд использовал «Dear Friend» как контраргумент против карикатурных отзывов о Поле как о слишком эмоциональном боксёре-легковесе.
В Wild Life также входит ремейк в стиле рэгги песни дуэта Mickey & Sylvia «Love is Strange», в 1957 году вошедшей в Top 40, в подтверждение любви Линды к музыке в стиле рэгги и к Ямайке. Эта песня уже была почти выпущена как сингл в Великобритании Apple Records в декабре 1971 года (с номером по каталогу R5932), но выпуск этого сингла был отменён. В Мексике Apple Records выпустила мини-альбом (EP) под названием «Love is Strange» (номер по каталогу EPEM 10604) с песнями «Love Is Strange», «I Am Your Singer», «Mumbo», «Tomorrow».

### Аннотация к альбому
Автором аннотации (liner notes) к Wild Life (а также к альбому Thrillington) был указан некто Клинт Хэрриган, но в 1990 году Маккартни признался журналисту Питеру Палмиеру (англ. Peter Palmiere), что под именем Хэрригана аннотацию написал он сам. Леннон утверждал, что знает, кто скрывается под фамилией Хэрриган, во время своих споров с журналом Melody Maker в 1972 году.

### Переиздания альбома
В дополнение к отдельному наименованию до того «скрытых» в альбоме треков («Bip Bop Link» и «Mumbo Link»), в оригинальную CD-версию альбома, выпущенную Capitol Records в 1987 году, были добавлены песни «Oh Woman, Oh Why» (до того вышедшая на стороне «Б» сингла «Another Day»), «Mary Had a Little Lamb» и «Little Woman Love».
В 1993 году Wild Life был ремастирован и выпущен на компакт-диске как часть серии The Paul McCartney Collection с синглами «Give Ireland Back to the Irish» и «Mary Had a Little Lamb», а также с выходившими на сторонах «Б» синглов песнями «Little Woman Love» и «Mama’s Little Girl» — все песни, записанные в 1971 году, за исключением «Little Woman Love», которая была записана во время записи альбома Ram, — как бонус-треки, а также два ранее «скрытых» трека: «Bip Bop Link» (короткая инструментальная пьеса на гитаре), располагавшаяся в альбоме между «I Am Your Singer» и «Tomorrow», и «Mumbo Link» (инструментальный джем), располагавшаяся в альбоме после «Dear Friend». («Oh Woman, Oh Why» была издана в 1993 году отдельно — как бонус-трек при переиздании альбома Ram).
В версии «Bip Bop» в стиле блюграсс, записанной в саду дома Пола в Шотландии примерно в июне 1971 году, присутствует дочь Пола и Линды Мэри, хихикающая на заднем плане и подпевающая риффу под названием «Hey Diddle». Это обнаружилось в 2001 году в сборнике Wingspan: Hits and History.
В декабре 2018 году (вместе с Red Rose Speedway) был переиздан как часть серии Paul McCartney Archive Collection; включает сингл «Give Ireland Back to the Irish» с инструментальной версией в би-сайде, редактированный промосингл «Love Is Strange», черновые миксы альбома, ранее неизданные домашние и студийные записи.

## Список композиций
Все песни написаны Полом и Линдой Маккартни, за исключением отмеченных особо.
| №  | Название          | Автор(ы)                  | Длительность |
| -- | ----------------- | ------------------------- | ------------ |
| 1. | «Mumbo»           |                           | 3:54         |
| 2. | «Bip Bop»         |                           | 4:14         |
| 3. | «Love Is Strange» | Mickey Baker, Ethel Smith | 4:50         |
| 4. | «Wild Life»       |                           | 6:48         |

| №  | Название                 | Длительность |
| -- | ------------------------ | ------------ |
| 5. | «Some People Never Know» | 6:35         |
| 6. | «I Am Your Singer»       | 2:15         |
| 7. | «Tomorrow»               | 3:28         |
| 8. | «Dear Friend»            | 5:53         |

### Список композиций (ремастированный альбом, 1993)
| №   | Название                         | Автор(ы)                  | Примечания | Длительность |
| --- | -------------------------------- | ------------------------- | --- | ------------ |
| 1.  | «Mumbo»                          |                           | | 3:54         |
| 2.  | «Bip Bop»                        |                           | | 4:14         |
| 3.  | «Love Is Strange»                | Mickey Baker, Ethel Smith | | 4:50         |
| 4.  | «Wild Life»                      |                           | | 6:48         |
| 5.  | «Some People Never Know»         |                           | | 6:35         |
| 6.  | «I Am Your Singer»               |                           | | 2:15         |
| 7.  | «Bip Bop Link»                   |                           | | 0:52         |
| 8.  | «Tomorrow»                       |                           | | 3:28         |
| 9.  | «Dear Friend»                    |                           | | 5:53         |
| 10. | «Mumbo Link»                     |                           | | 0:45         |
| 11. | «Give Ireland Back to the Irish» |                           | дебютный сингл Wings; был некоторое время запрещён на BBC по политическим причинам                                                                      | 3:46         |
| 12. | «Mary Had a Little Lamb»         |                           | второй сингл Wings; как и «Give Ireland Back to the Irish», никогда не издавался в альбомах до выхода бокс-сета The Paul McCartney Collection           | 3:34         |
| 13. | «Little Woman Love»              |                           | до того был выпущен на стороне «Б» сингла «Mary Had a Little Lamb»                                                                                      | 2:11         |
| 14. | «Mama’s Little Girl»             | Пол Маккартни             | до 1990 был доступен лишь на бутлеге с не издававшимися записями Маккартни, «Hot Hits — Cold Cuts»; в 1990 выпущен на стороне «Б» сингла «Put It There» | 3:41         |

### Переиздание 2018 года
7 Декабря 2018 года официально вышел ремастированый альбом в серии Paul McCartney Archive Collection. Альбом в нескольких изданиях:
- Special Edition — на двух CD-дисках; на первом диске — оригинальный 10-трековый альбом, на втором диске — бонусные треки, включает ранее неизданные демоверсии и неальбомные синглы.
- Deluxe Edition — на трёх CD-дисках и одном DVD-диске; на первом CD-диске — оригинальный 10-трековый альбом, на втором — черновые миксы (Rough Mixes) и на третьем — бонусные треки, включает ранее неизданные демоверсии и неальбомные синглы. DVD включает живые и репетиционные записи в Шотландии, ICA и «Give Ireland Back to the Irish».
- Remastered Vinyl — на двух виниловых LP-дисках; включает версии специального издания, а также ссылку на скачивание материалов.

Диск 1 — ремастированный альбом

Оригинальный 10-трековый альбом.
Диск 2 — предварительные миксы
| №  | Название                                | Длительность |
| -- | --------------------------------------- | ------------ |
| 1. | «Mumbo (Rough Mix)»                     | 3:53         |
| 2. | «Bip Bop (Rough Mix)»                   | 4:26         |
| 3. | «Love Is Strange (Version) (Rough Mix)» | 4:27         |
| 4. | «Wild Life (Rough Mix)»                 | 6:39         |
| 5. | «Some People Never Know (Rough Mix)»    | 6:49         |
| 6. | «I Am Your Singer (Rough Mix)»          | 2:13         |
| 7. | «Tomorrow (Rough Mix)»                  | 3:36         |
| 8. | «Dear Friend (Rough Mix)»               | 5:58         |

Диск 3 — бонусные треки
| №   | Название                                       | Автор(ы) | примечания              | Длительность |
| --- | ---------------------------------------------- | -------- | ----------------------- | ------------ |
| 1.  | «Good Rockin’ Tonight (Home Recording)»        | народная |                         | 0:58         |
| 2.  | «Bip Bop (Home Recording)»                     |          |                         | 3:17         |
| 3.  | «Hey Diddle (Home Recording)»                  |          |                         | 2:32         |
| 4.  | «She Got It Good (Home Recording)»             |          |                         | 0:44         |
| 5.  | «I Am Your Singer (Home Recording)»            |          |                         | 2:53         |
| 6.  | «Outtake I»                                    |          |                         | 0:30         |
| 7.  | «Dear Friend (Home Recording I)»               |          |                         | 4:51         |
| 8.  | «Dear Friend (Home Recording II)»              |          |                         | 2:04         |
| 9.  | «Outtake II»                                   |          |                         | 0:15         |
| 10. | «Indeed I Do»                                  |          |                         | 1:16         |
| 12. | «When the Wind Is Blowing»                     |          |                         | 3:53         |
| 13. | «The Great Cock and Seagull Race» (Rough Mix)» |          |                         | 4:04         |
| 14. | «Outtake III»                                  |          |                         | 0:12         |
| 15. | «Give Ireland Back to the Irish»               |          |                         | 3:46         |
| 16. | «Give Ireland Back to the Irish» (Version)»    |          | инструментальная версия | 3:48         |
| 17. | «Love Is Strange (Single Edit)»                |          |                         | 4:16         |
| 18. | «African Yeah Yeah»                            |          |                         | 5:05         |

DVD — бонусные видео
1. «Scotland, 1971»
2. «The Ball»
3. «ICA Rehearsals»
4. «Give Ireland Back to the Irish» (Rehearsal)

Цифровые бонусные треки Доступно только на сайте paulmccartney.com.
1. «Dear Friend» (Orchestra Up)

## Участники записи
(согласно «Credits» на Allmusic.com)
- Пол Маккартни — вокал, бас-гитара, электрогитара, фортепиано, клавишные, запись, перкуссия
- Линда Маккартни — ко-вокал (в песнях «Love Is Strange», «Some People Never Know», «I Am Your Singer»), клавишные, фортепиано, перкуссия, бэк-вокал
- Денни Лэйн — гитары, бас-гитара, перкуссия, клавишные, бэк-вокал
- Денни Сейвелл[англ.] — ударные, перкуссия
- Алан Парсонс и Тони Кларк[англ.] — инженерия
- Крис Томас — сопродюсер записи песни «Mama’s Little Girl»

## Позиции в хит-парадах и коммерческие показатели
| Год       | Хит-парад                           | Высшая позиция | Пребывание |
| --------- | ----------------------------------- | -------------- | ---------- |
| 1971—1972 | Австралия (Kent Music Report)       | 3              | нет данных |
| 1971—1972 | Великобритания (UK Albums Chart)    | 11             | 9 недель   |
| 1971—1972 | Испания (PROMUSICAE)                | 2              | нет данных |
| 1971—1972 | Италия (Musica e dischi)            | 25             | 1 неделя   |
| 1971—1972 | Канада (RPM Albums Chart)           | 5              | 16 недель  |
| 1971—1972 | Нидерланды (Hilversum 3 LP Top 10)  | 6              | 5 недель   |
| 1971—1972 | Норвегия (VG-lista)                 | 4              | 12 недель  |
| 1971—1972 | США (Billboard Top LPs)             | 10             | 18 недель  |
| 1971—1972 | Финляндия (Suomen virallinen lista) | 16             | 9 недель   |
| 1971—1972 | ФРГ (Offizielle Top 100)            | 47             | 2 недели   |
| 1971—1972 | Япония (Oricon)                     | 15             | 18 недель  |
|           |                                     |                |            |
| 2018      | Бельгия/Валлония (Ultratop)         | 86             | 1 неделя   |
| 2018      | Бельгия/Фландрия (Ultratop)         | 117            | 1 неделя   |
| 2018      | Германия (Offizielle Top 100)       | 64             | 1 неделя   |
| 2018      | Испания (PROMUSICAE)                | 93             | 1 неделя   |
| 2018      | Нидерланды (Album Top 100)          | 92             | 1 неделя   |
| 2018      | США (Billboard 200)                 | 199            | 1 неделя   |
| 2018      | Швейцария (Schweizer Hitparade)     | 88             | 1 неделя   |
|           |                                     |                |            |
| 2022      | Бельгия/Фландрия (Ultratop)         | 200            | 1 неделя   |

| Хит-парад (1971)              | Позиция |
| ----------------------------- | ------- |
| Нидерланды (Buma/Stemra)      | 66      |
| Хит-парад (1972)              | Позиция |
| Австралия (Kent Music Report) | 24      |
| Италия (FIMI)                 | 98      |

| Регион                                                      | Сертификация | Продажи  |
| ----------------------------------------------------------- | ------------ | -------- |
| Канада (Music Canada)                                       | Золотой      | 50 000^  |
| США (RIAA)                                                  | Золотой      | 500 000^ |
| ^ Данные о тиражах приведены только на основе сертификации. |              |          |

## Факты
- Композиция Bip Bop из этого альбома в 1991 году стала постоянной заставкой телепередачи «МузОбоз»[41].